# Botafogo (Rio de Janeiro)
Pour les articles homonymes, voir Botafogo.
Botafogo est un quartier de classes moyennes localisé dans la zone sud de la ville de Rio de Janeiro, au Brésil. Il se trouve plus précisément entre les quartiers de Flamengo, Humaitá et Urca. Ce quartier est connu pour ses centres commerciaux et la diversité d'entreprises qui y sont implantées. On le surnomme aussi le Bairro das Escolas (Quartier des Écoles) et Bairro das Clínicas (Quartier des Cliniques) à cause des nombreuses écoles et hôpitaux, privés ou publics.
Il a donné son nom au club de football (entre autres sports) du Botafogo FR.

## História
Initialement appelée Itaóca (maison de pierre) par les Tamoios, en référence à une grotte qui existe encore à l'emplacement actuel d'Humaitá, la région fut reçue sous un régime de sesmarias par Antônio Francisco Velho et, grâce à lui, à partir de 1565 elle devint connue sous le nom de "Enseada de Francisco Velho". En 1590, Antônio Francisco Velho, déjà âgé, décide de vendre cette partie de ses terres au Portugais João Pereira de Souza Botafogo, d'où vient le nom actuel du quartier.

## Culture
- Musée de l'Indien